# Busto reliquiario di san Gennaro
Il busto reliquiario di san Gennaro è un'opera scultorea in oro ed argento eseguita da Etienne Godefroy, Guillame de Verdelay e Milet d'Auxerre nel 1305 e conservata presso la reale cappella del Tesoro di san Gennaro a Napoli.

## Storia e descrizione
La sera del 16 dicembre del 1646, tre giorni dopo l'inaugurazione della reale cappella del Tesoro di san Gennaro e in occasione della data del terzo miracolo della liquefazione del sangue di san Gennaro, venne trasferito dalla cappella vecchia del tesoro alla nuova il busto reliquario in oro di san Gennaro del 1305.
Il busto fu commissionato ai maestri orafi provenzali, Etienne Godefroy, responsabile dell'atelier orafo di corte, Guillame de Verdelay e Milet d'Auxerre, dal re Carlo II d'Angiò per le cerimonie dell'anniversario dei mille anni dalla decapitazione del martire, avvenuta nel 305 d.C. e fu pagato, tra il 10 luglio e il 31 agosto del 1304, trentuno once e undici tarì.
La figura di pregevole oreficeria fu realizzata in argento e in oro e rivestita di una ricca casula con pietre preziose e smalti raffiguranti le insegne araldiche degli angioini. Nell'anno 1712 la Deputazione della reale cappella del Tesoro decise di ornare il busto reliquario con una mitria (o mitra) di oro e argento, affidando la realizzazione all'orafo napoletano Matteo Treglia che dopo un solo anno di lavoro, nel 1713, consegnò un capolavoro con circa 3694 pezzi tra diamanti, smeraldi e rubini. La mitra è considerata una delle dieci meraviglie del tesoro di San Gennaro e uno degli oggetti più preziosi al mondo.
Il busto di san Gennaro è solitamente esposto nella cappella omonima del duomo di Napoli e, in alcuni casi, è custodito in una cassaforte in argento donata dall'imperatore Carlo II di Spagna nel 1667, quella in cui viene custodita la teca contenente le ampolle con la reliquia del sangue. Le ossa del santo furono invece trafugate dal principe longobardo Sicone I di Benevento nel IX secolo e portate a Benevento, mentre a Napoli rimase parte del cranio che i tre artisti provenzali racchiusero nella calotta del capo, con un'apposita apertura che ancora oggi custodisce le reliquie.